# Лёвин, Олег Анатольевич
Олег Анатольевич Лёвин (26 июня 1975, Орёл) — российский футболист, игрок в мини-футбол, вратарь; тренер.

## Биография
В 1992 году стал выступать за «Спартак» Орёл во второй лиге. За команду, переименованную в следующем сезоне в «Орёл», во второй и третьей (1994—1996) лигах за восемь сезонов сыграл 88 матчей. В дальнейшем играл за команды второго дивизиона «Космос» Электросталь (2000), «Лотто-МКМ» / «Уралан-ПЛЮС» Москва (2001—2003), «Видное» (2003).
Выступал в чемпионате России по мини-футболу за «Арбат» (2004/05 — 2005/06) и «Спартак» Москва (2006/07 — 2007/08).
Играл за юношескую сборную России.
Окончил Орловский государственный университет (2000), Академию тренерского мастерства РФС (2014).
В 2008—2019 годах — тренер спортивной школы олимпийского резерва «Юность Москвы — Торпедо» (СДЮСШОР ФК «Торпедо» (Москва), тренер сборной Москвы U-16.) Чемпион премьер-группы первенства Москвы с командами «Торпедо-2002» и «Торпедо-95» (2012).
С января 2019 года — тренер молодёжной сборной России.
С июля 2019 — тренер сборной России (до 20).

## Семья
Жена Татьяна — трёхкратная чемпионка мира и чемпионка Европы в помещении в эстафете 4×400 м, детский тренер. Сын Владислав (род. 1995) — футболист; дочь Левина Анна Олеговна волейболистка .